# JTV
JTV – indonezyjska regionalna stacja telewizyjna należąca do przedsiębiorstwa Jawa Pos Group. Została uruchomiona w 2001 roku.
Emituje treści w języku jawajskim (dialekt surabajski).